# مؤسسات الاتحاد الأوروبي

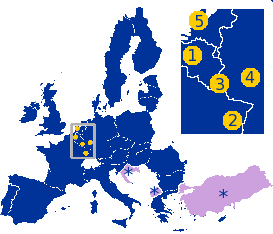

Organisational chart of the institutions

مخطط بديل للنظام السياسي. تظهر الأجهزة السبعة للاتحاد باللون الأزرق ، والعناصر الوطنية / الحكومية الدولية باللون البرتقالي.

رسم بياني يصف عمل المؤسسات الأوروبية وتفاعلها مع بعضها البعض ومع الدول الأعضاء

تتكون مؤسسات الاتحاد الأوروبي من سبع جهات صانعة للقرار ضمن الاتحاد الأوروبي. هذه الجهات السبع منصوص عليها في الفقرة 13 من معاهدة ماستريخت: البرلمان الأوروبي، المجلس الأوروبي، مجلس الاتحاد الأوروبي، المفوضية الأوروبية، محكمة الاتحاد الأوروبي، البنك المركزي الأوروبي ومحكمة المدققين الأوروبية. ويجب الانتباه إلى أن مؤسسات الاتحاد الأوروبي تختلف عن وكالات الاتحاد الأوروبي.

## تاريخ مؤسسات الاتحاد الأوروبي

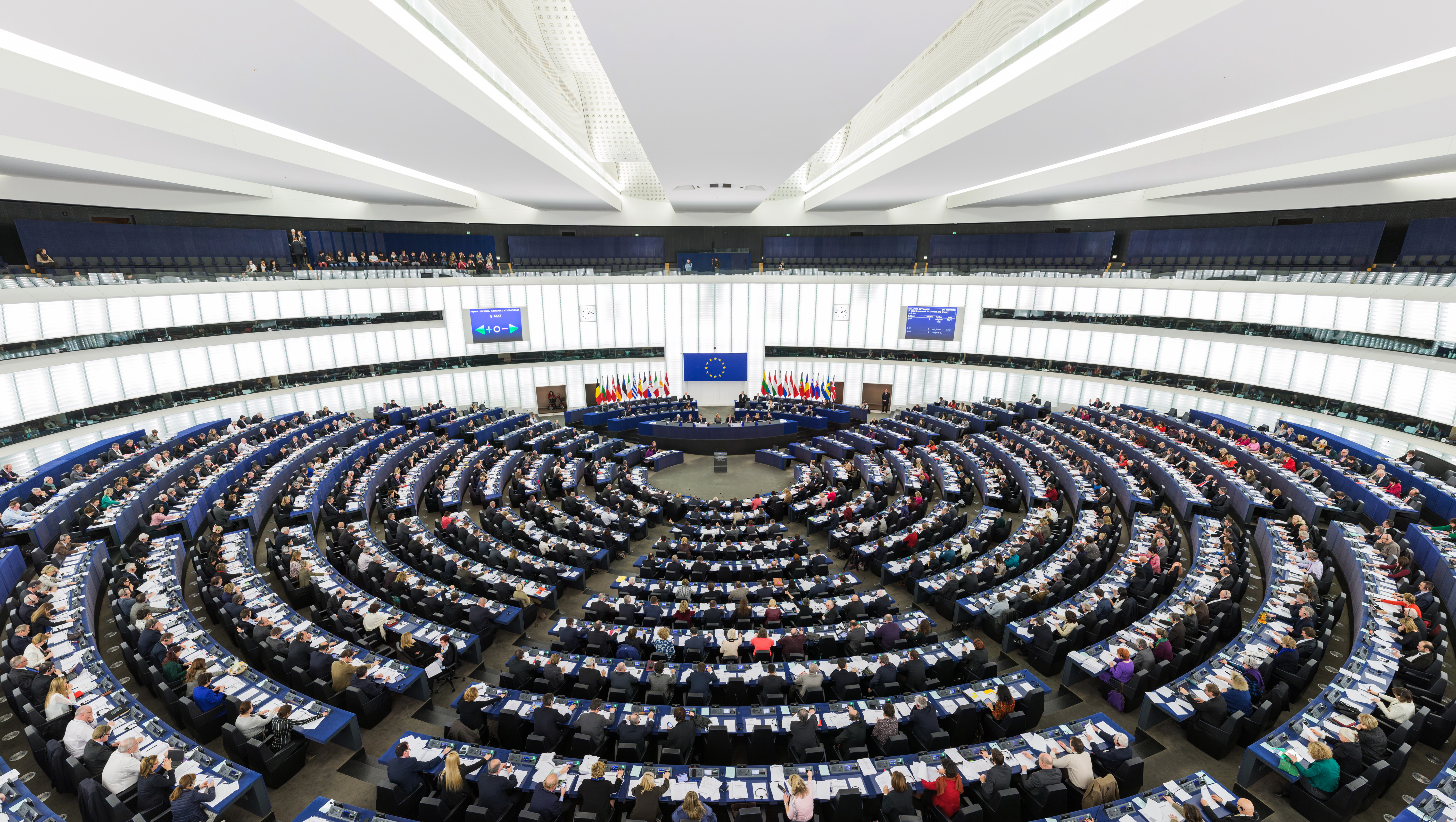
البرلمان الأوروبي في ستراسبورغ خلال الجلسة العامة في عام 2014.

تم إنشاء معظم مؤسسات الاتحاد الأوروبي مع إنشاء المجموعة الأوروبية في عام 1958. وقد حدث الكثير من التغيير منذ ذلك الحين في سياق تحويل ميزان القوى بعيدًا عن المجلس ونحو البرلمان. غالبًا ما كان دور اللجنة هو التوسط بين الاثنين أو ترجيح كفة الميزان. ومع ذلك، أصبحت المفوضية أكثر عرضة للمساءلة أمام البرلمان: في عام 1999 أجبرت لجنة سانتر على الاستقالة وأجبرت لجنة باروسو المقترحة في عام 2004 على إجراء تعديل وزاري. إن تطوير المؤسسات، مع التغييرات التدريجية من المعاهدات والاتفاقيات، هو شهادة على تطور هياكل الاتحاد بدون «خطة رئيسية» واحدة واضحة. قال البعض مثل توم ريد من صحيفة واشنطن بوست عن المؤسسات التي «لم يكن أحد ليصمم عمدًا حكومة معقدة وزائدة عن الحاجة مثل الاتحاد الأوروبي».